# Кваде, Михаэль Фридрих
Михаэль Фридрих Кваде (нем. Michael Friedrich Quade; 28 июля 1682, Сухань — 11 июля 1757, Штеттин) — немецкий богослов и философ.
Профессор философии и богословия в Грейфсвальде, написал: «De principum Fridericorum in litteras et litteratos favore» (Штеттин, 1717); «De junsconsultis extheologis factis» (Штеттин, 1720); «Prodromus vindiciarum gloriae et nominis Pomeranorum» (Росток, 1721); «De modestia eruditorum» (1727); «De usu et abusu studii mathematici» (1747) и др.